# Kosti donožja
Kosti donožja (lat. ossa metatarsalia I-V) ili metatarzalne kosti su pet dugih kostiju u stopalu smještenih između kosti nožja i proksimalnih članaka nožnih prstiju. Kosti donožja čine donožje (lat. Metatarsus). 
Kosti donožja su oblikom duge kosti, koje se sastoje od trupa na čijem kraju su zadebljanja, baza (lat. basis) i glava (lat. caput). Na proksimalnom kraju nalazi se baza metatarzalne kosti uzglobljena s kostima nožja, dok se na distalnom kraju svake metakarpalne kosti, uzglobljen s proksimalnim člankom odgovarajućeg prsta, nalazi glava metatarzalne kosti.

## Zglobovi
Baza svake metatarzalne kosti (MT) uzglobljena je s kostima nožja tarzometatarzalnim zglobovima, dok je glava svake MT kosti uzglobljena s po jednim odgovorajućim proksimalnim člankom nožnog prst u metatarzofalangealnim zglobovima koji se označavaju rednim brojevima (I-V). 
- prva metatarzalna kost uzglobljena je svojom bazom s medijalnom klinastom kosti (lat. os cuneiforme mediale)
- druga metatarzalna kost uzglobljena je svojom bazom sa sve tri klinaste kosti stopala
- treća metatarzalna kost uzglobljena je svojom bazom s lateralnom klinastom kosti (lat. os cuneiforme laterale)
- četvrta metatarzalna kost uzglobljena je svojom bazom s lateralnom klinastom kosti i kockastom kosti (lat. os cuboideum)
- peta metatarzalna kost uzglobljena je svojom bazom s kockastom kosti